# François Leboeuf
François Leboeuf (* 19. April 1985) ist ein ehemaliger kanadischer Biathlet.
François Leboeuf war von 2003 bis 2008 Mitglied des kanadischen Nationalkaders. Schon 2004 debütierte er als Neunter in einem Staffelrennen im Junioreneuropacup. Im selben Jahr trat er in Haute-Maurienne auch bei seinen ersten und einzigen Juniorenweltmeisterschaften an. Bestes Ergebnis in einem Einzelrennen war nur der 36. Rang im Einzel, doch gemeinsam mit Marc Andrè Bédard und Jean-Philippe Leguellec in der kanadischen Staffel gewann er hinter der norwegischen Staffel die Silbermedaille. Die Junioreneuropameisterschaften in Langdorf brachten Leboeuf einen 17. Rang im Einzel, Platz 27 im Sprint und 16 in der Verfolgung sowie Rang sieben mit der Staffel.
2005 trat Leboeuf in Gurnigel erstmals im Biathlon-Europacup an und wurde dort 20. im Sprint, 14. der Verfolgung, Zweiter in der Qualifikation für den Super-Sprint, bei dem er Achter wurde. Nach den recht guten Junioreneuropameisterschaften 2006 wurde der Franko-Kanadier in Pokljuka erstmals im Biathlon-Weltcup eingesetzt und wurde 84. in einem Sprint. Bei seinen nächsten Einsätzen in Oberhof in der folgenden Saison wurde er 58. im Sprint, qualifizierte sich damit für die Verfolgung, wo er 59. wurde. Mit der kanadischen Staffel wurde Leboeuf zudem für kanadische Verhältnisse guter 14. Es sollten die besten Ergebnisse des jungen Mannes im Weltcup bleiben. Bei den Nordamerikanischen Meisterschaften im Skiroller-Biathlon 2008 platzierte er sich in Einzel und Sprint unter die Top Ten. Zur neuen Wintersaison tritt er nicht mehr an und beendete seine Karriere. Sein Bruder Maxime und seine Schwester Audrey sind ebenfalls erfolgreiche Biathleten im Juniorenbereich.

## Biathlon-Weltcup-Platzierungen
Die Tabelle zeigt alle Platzierungen (je nach Austragungsjahr einschließlich Olympische Spiele und Weltmeisterschaften).
- 1.–3. Platz: Anzahl der Podiumsplatzierungen
- Top 10: Anzahl der Platzierungen unter den ersten zehn (einschließlich Podium)
- Punkteränge: Anzahl der Platzierungen innerhalb der Punkteränge (einschließlich Podium und Top 10)
- Starts: Anzahl gelaufener Rennen in der jeweiligen Disziplin

| Platzierung | Einzel | Sprint | Verfolgung | Massenstart | Staffel | Gesamt |
| ----------- | ------ | ------ | ---------- | ----------- | ------- | ------ |
| 1. Platz    |        |        |            |             |         |        |
| 2. Platz    |        |        |            |             |         |        |
| 3. Platz    |        |        |            |             |         |        |
| Top 10      |        |        |            |             |         |        |
| Punkteränge |        |        |            |             | 3       | 3      |
| Starts      | 1      | 1      |            |             | 3       | 5      |